# Fradelos (Vila Nova de Famalicão)
Fradelos é uma freguesia portuguesa do município de Vila Nova de Famalicão, com 16,97 km² de área e 3895 habitantes (censo de 2021). A sua densidade populacional é 229,5 hab./km².

## Geografia
É, em área, a maior freguesia do concelho de Vila Nova de Famalicão. Faz fronteira com as freguesias de Parada, Ferreiró, Vilarinho das Cambas, Ribeirão e Bougado e Balazar. Também faz frontreira com os concelhos de Vila do Conde, Póvoa do Varzim e Trofa.
A freguesia tem também as suas associações como por exemplo o Grupo Desportivo de Fradelos e o grupo folclórico Rancho Santa Leocádia de Fradelos.
A sua mais recente obra é a do Parque da Tílias, situado no monte do cemitério.

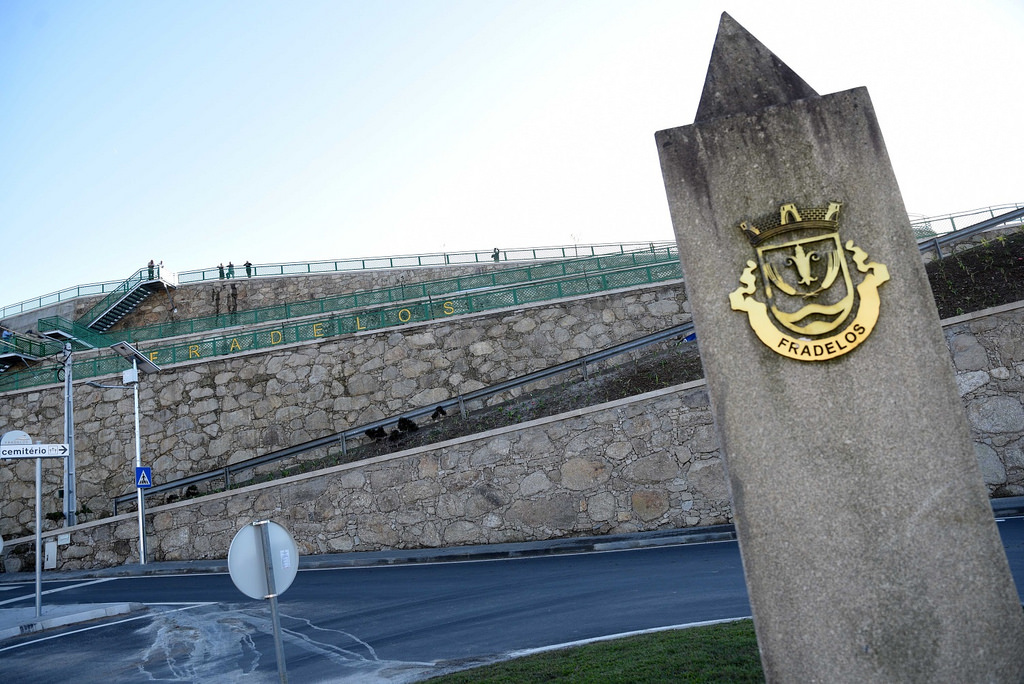
Paisagem da maior estrada da freguesia, o monte possui o Parque das Tílias, a mais recente obra da freguesia

## Demografia
A população registada nos censos foi:
| Distribuição da População por Grupos Etários | Distribuição da População por Grupos Etários | Distribuição da População por Grupos Etários | Distribuição da População por Grupos Etários | Distribuição da População por Grupos Etários |
| -------------------------------------------- | -------------------------------------------- | -------------------------------------------- | -------------------------------------------- | -------------------------------------------- |
| Ano                                          | 0-14 Anos                                    | 15-24 Anos                                   | 25-64 Anos                                   | > 65 Anos                                    |
| 2001                                         | 757                                          | 500                                          | 1767                                         | 313                                          |
| 2011                                         | 746                                          | 531                                          | 2191                                         | 446                                          |
| 2021                                         | 556                                          | 520                                          | 2265                                         | 554                                          |

## Festas
- Divino Espírito Santo - Domingo de Pentecostes (nos anos bissextos);
- Nossa Senhora das Neves - Primeiro Domingo de Agosto;
- São Bento da Povoação - 11 de julho.

## Queima do Galheiro
A tradição leva que até ao final do dia de Entrudo, o Galheiro tem que arder completamente para que haja boas colheitas.
A “Queima do Galheiro” é uma manifestação ancestral relacionada com o Entrudo, aos quais se associam rituais de purificação e expulsão das forças malignas do Inverno, dando início ao período renovador da Quaresma. Ao longo de vários dias, em vários lugares da freguesia, a população sai à rua amontoando os restos das sementeiras, os galhos velhos das árvores e o silvado, em redor de um tronco de pinheiro (galheiro), no topo coloca-se um boneco a que se chama ‘entrudo’ e pega-se fogo. Os galheiros chegam a atingir os 15 metros de altura e há um despique entre os lugares da freguesia para ver quem queima o maior galheiro.